# Seattle Mist
Le Seattle Mist sono una squadra della Legends Football League (ex Lingerie Football League).
Giocano allo ShoWare Center di Kent (Washington).

## Colori
Le Mist indossano slip e reggiseno di color grigio-azzurro con bordo blu scuro e fiocco verde.

## Campionati disputati
Le Mist sono una delle squadre create per l'ampliamento a dieci squadre del campionato della Lingerie Football League per il 2009-2010. Hanno esordito l'11 settembre 2009 vincendo per 20-6 con le San Diego Seduction.

### 2009-2010

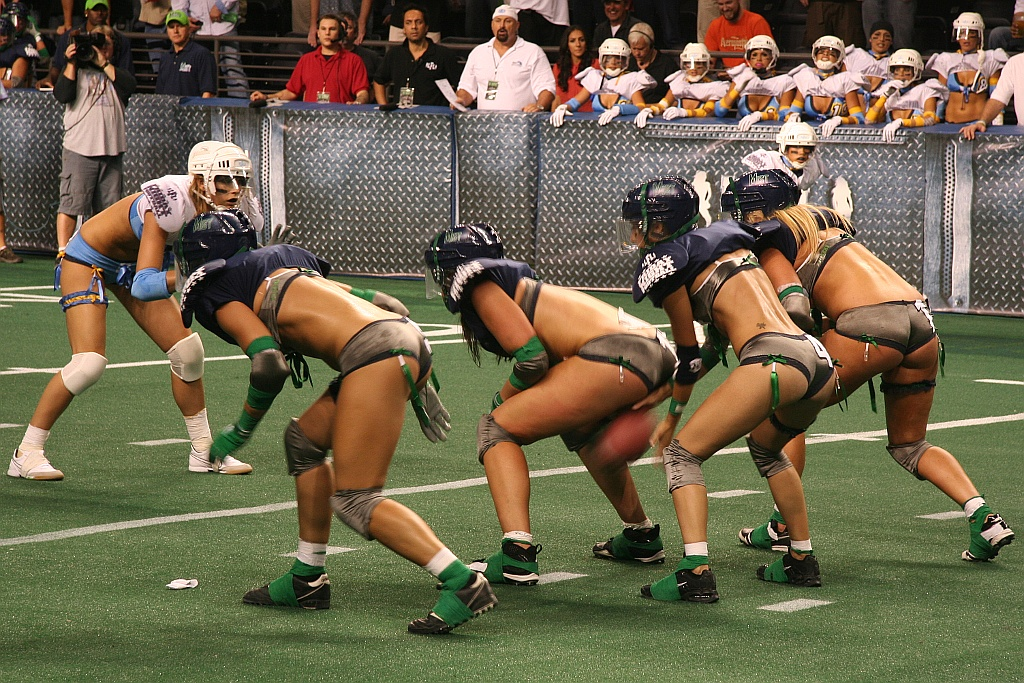
Natasha Lindsey, quarterback delle Seattle Mist, riceve uno snap nella partita contro le San Diego Seduction (11 settembre 2009).

Squadra: 1 Erica Bergman, 2 Jenna Bloczynski, 3 Jamie Ferguson, 4 Natasha Lindsey, 5 Harper Boiz, 6 Kerry Warren, 7 Alicia McLauchlin, 8 Katie Ryckman, 9 Maggie Pearson, 10 Katie Sheaffer, 11 Myschon Bales, 12 Shannon Sypher, 13 Kristine Ells, 14 Shannon Peterson, 15 Lindsey Blaine, 16 Kendra Berlin, 17 Teresa Brewer, 18 Amyjae Springer, 19 Stacey Szabo, 20 Sandy Grant.
Risultati. 11.09.2010: Seattle - San Diego Seduction 20-6 (MVP: Lindsey Blaine); 09.10.2009 Denver Dream - Seattle 19-28 (MVP: Katie Ryckman); 27.11.2009: Los Angeles Temptation - Seattle 26-20; 01.01.2010: Seattle - Dallas Desire 28-12 (MVP: Katie Ryckman).
Riepilogo regular season: 3 vinte, 1 persa. Punti fatti / subiti: 96 / 63. Touchdown: 14.
Per una differenza punti inferiore a Los Angeles e Dallas si classifica al terzo posto e non accede alle semifinali.

### 2010-2011
Squadra: 1 Laurel Creel, 2 Danika Brace, 3 Jamie Ferguson, 4 Natasha Lindsey, 5 Jessica Hopkins, 6 Lisa Pueschner, 7 Kamberly Warner, 8 Chelsie Jorgenson, 9 Cristina Fetzer, 10 Taylor McMahon, 11 Breanna Reed, 13 Shanell Borromeo, 14 Kathryn Fisher, 15 Shea Norton, 16 Kara Pierre, 17 Brandee Krumbah, 18 Natasha Eppright, 20 Amanda Brace.
Risultati. 27.08.2010: Seattle - Los Angeles Temptation 26-32.

## Giocatrici di rilievo

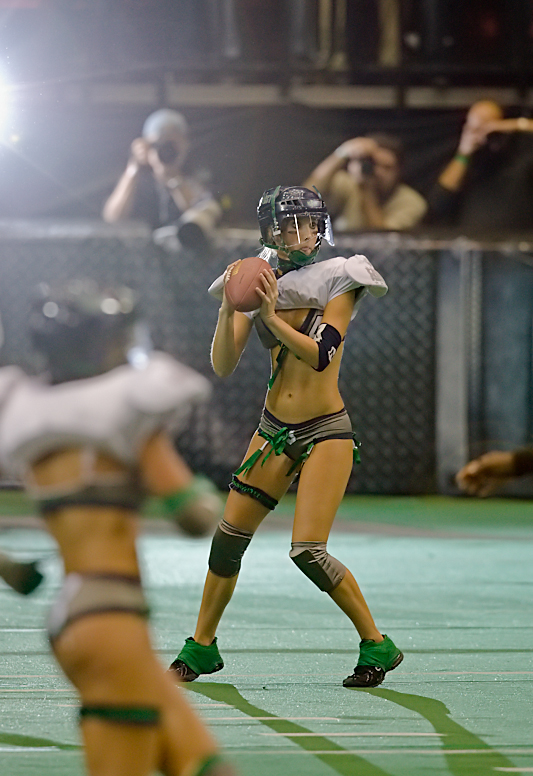
Natasha Lindsey, quarterback delle Mist (campionato 2009-2010)

- Lindsey Blaine (nome completo: Lindsey Michelle Blaine, n. 14 dicembre 1984). Alla Lyle High School ha praticato pallavolo e pallacanestro (in entrambi gli sport è stata eletta MVP) e lancio del giavellotto stabilendo il record di istituto nel 2002. Alla Purdue University ha gareggiato nel tiro del giavellotto conquistamento piazzamenti di rilievo in competizioni NCAA[1]. Nel giugno del 2008 ha preso parte ai trials olimpici statunitensi per il tiro del giavellotto classificandosi all'ottavo posto[2]. Nelle Mist gioca come runningback e linebacker, con il numero 15. Nella partita di esordio ha realizzato due touchdown e un intercetto.
- Natasha Lindsey, quarterback.
- Katie Ryckman (n. 28 dicembre 1983, di Spokane, Washington). Insieme a Tyrah Lusby (Philadelphia Passion) è l'unica giocatrice della LFL ad essere stata eletta per due volte MVP di una partita.